# اچ‌ام‌اس کروکستون
اچ‌ام‌اس کروکستون (به انگلیسی: HMS Croxton) یک کشتی بود که طول آن ۲۳۵ فوت (۷۲ متر) بود. این کشتی در سال ۱۹۱۶ ساخته شد.